# Centrale thermique d'Agios Dimitrios
La centrale thermique d'Agios Dimitrios est une centrale thermique située au nord de la Grèce. Elle est la plus importante centrale électrique du pays en termes de capacité de production.

## Histoire
La construction de la première unité de la centrale démarre en 1984, et celle de la cinquième et dernière unité en 1997,.

## Description
La centrale est composée de 5 unités dont la capacité de production atteint 1.595 MWe. Sa source de charbon se situe à 11 kilomètres du site.
Ses 5 cheminées font toutes 174 mètres de hauteur.
La centrale est opérée par Dimósia Epichírisi Ilektrismoú (DEH).

## Pollution
En 2005, dans son classement des centrales les plus polluantes en Europe ("Dirty Thirty"), le WWF place la centrale thermique d'Agios Dimitrios en 1ère position avec une émission de 1.350 grammes de CO2 au kilowattheure (kWh),, puis une nouvelle fois en 2007,.
En 2015, dix activistes de Greenpeace sont arrêtés après avoir escaladé la tour de refroidissement de la centrale. Les activistes sont restés perchés 14 heures en haut de la tour et ont peint "Go Solar" sur son versant. En 2016, la centrale renouvelle son permis environnemental pour 10 ans. Un consortium d'associations environnementales fait alors front pour dénoncer les irrégularités environnementales commises par la centrale,. Une étude scientifique effectuée en 2017 révèle une concentration élevée de chrome hexavalent autour de la centrale.
En 2019, l'opérateur de la centrale Dimósia Epichírisi Ilektrismoú choisit de réduire ses activités thermiques au charbon.